# Horná Ždaňa
Horná Ždaňa – wieś (obec) na Słowacji położona w kraju bańskobystrzyckim, w powiecie Żar nad Hronem. Pierwsze wzmianki o miejscowości pochodzą z roku 1391. 
Według danych z dnia 31 grudnia 2012, wieś zamieszkiwało 547 osób, w tym 256 kobiet i 291 mężczyzn.
W 2001 roku rozkład populacji względem narodowości i przynależności etnicznej wyglądał następująco:
- Słowacy – 97,91%
- Czesi – 0,76%
- Węgrzy – 0,38%

Ze względu na wyznawaną religię struktura mieszkańców kształtowała się w 2001 roku następująco:
- Katolicy rzymscy – 83,68%
- Grekokatolicy – 0,19%
- Ewangelicy – 2,09%
- Ateiści – 11,2%
- Nie podano – 2,66%